# 巴伦河
巴伦河（英語：Barren River）是美國肯塔基州西部的一條河流，長135-英里 （217-），也是肯塔基州格林河最大的支流。巴伦河源於門羅縣，並於沃倫縣东北部匯入格林河。

## 外部連結

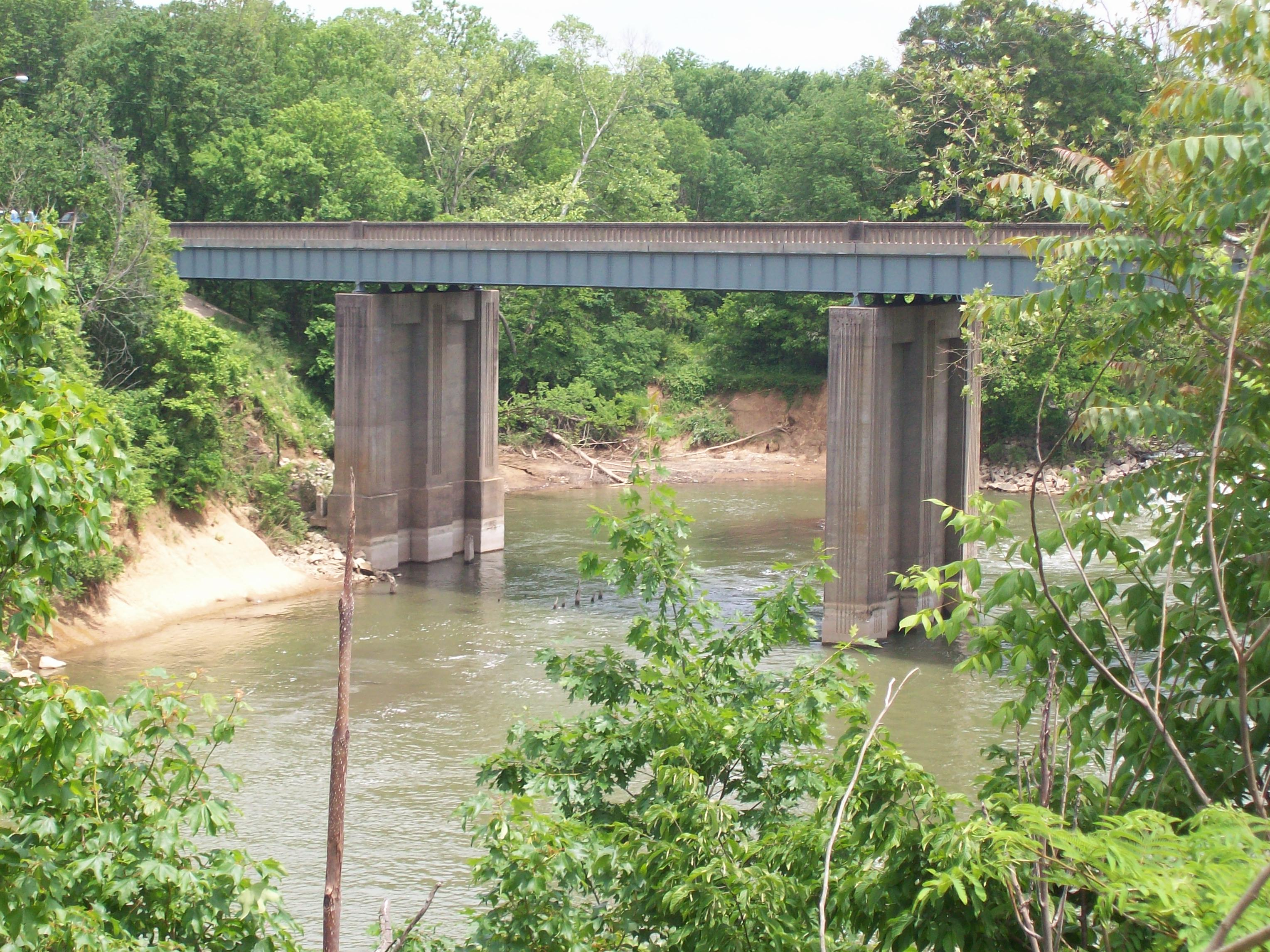
鮑靈格林附近橫跨巴伦河的橋樑

- 美國地質調查局地名資訊系統：Barren River

37°10′49″N 86°37′23″W / 37.18028°N 86.62306°W